# Manchester City F.C. 3–2 Queens Park Rangers F.C.
Vào ngày 13 tháng 5 năm 2012, Manchester City tiếp đón Queens Park Rangers trên Sân vận động Thành phố Manchester ở vòng đấu cuối cùng của Giải bóng đá Ngoại hạng Anh 2011–12. Trước trận đấu, City dù bằng điểm với đối thủ cùng thành phố xếp ngay sau đó là Manchester United, nhưng dẫn đầu bảng nhờ hơn về hiệu số bàn thắng bại và chỉ cần có điểm là lên ngôi vô địch giải đấu. Đây là lợi thế giúp thầy trò huấn luyện viên Roberto Mancini nắm quyền tự quyết trong cuộc đua đến ngôi vương của bóng đá Anh. Ở phía bên kia chiến tuyến, QPR bước vào trận đấu khi hơn khu vực xuống hạng đúng 2 điểm, và một trận hòa sẽ đảm bảo trụ hạng với cái giá phải trả là Bolton Wanderers. The Citizens đã giành chiến thắng một cách kịch tính, dù để đối thủ dẫn trước 2-1, nhưng vẫn lội ngược dòng thành công nhờ 2 bàn thắng trong thời gian bù giờ, với bàn ấn định tỷ số 3-2 do công của Sergio Agüero, để giành chức vô địch bóng đá Anh sau 44 năm chờ đợi, kể từ mùa giải 1967–68. Chiến thắng này mở ra một thời kỳ thống trị bóng đá Anh của City, với việc đội bóng giành thêm 5 chức vô địch Ngoại hạng Anh trong 10 năm kế tiếp.
Trận đấu, và cụ thể hơn là bàn thắng ấn định tỷ số của trận đấu, đã nhiều lần được mô tả là một trong những khoảnh khắc vĩ đại nhất trong lịch sử Giải bóng đá Ngoại hạng Anh. "93:20" và "Agueroooooo" đã đi vào văn hóa dân gian của Manchester City, phần trước mô tả chính xác giây phút của trận đấu mà bàn thắng cuối cùng được ghi, trong khi phần sau là tiếng thét của bình luận viên Martin Tyler về bàn thắng đó.

## Bối cảnh

### Manchester City
| XH | Đội               | Tr | T  | H | B  | BT | BB | HS | Đ  |
| -- | ----------------- | -- | -- | - | -- | -- | -- | -- | -- |
| 1  | Manchester City   | 37 | 27 | 5 | 5  | 90 | 27 | 63 | 86 |
| 2  | Manchester United | 37 | 27 | 5 | 5  | 88 | 33 | 55 | 86 |
| 3  | Arsenal           | 37 | 20 | 7 | 10 | 71 | 47 | 24 | 67 |
| 4  | Tottenham Hotspur | 37 | 19 | 9 | 9  | 64 | 41 | 23 | 66 |
| 5  | Newcastle United  | 37 | 19 | 8 | 10 | 55 | 48 | 7  | 65 |

Trong suốt lịch sử, Manchester City và Manchester United luôn là đối thủ của nhau, với việc thi đấu của họ trở nên đặc biệt phù hợp trong những năm 1960 và đầu những năm 1970 khi Manchester được biết đến với tên gọi 'Thủ đô của bóng đá Anh, nhưng trong khi United bước vào thời kỳ thành công chưa từng có trong những năm 1990 dưới thời huấn luyện viên Alex Ferguson, City phải vật lộn và trải qua nhiều mùa giải chiến đấu ở giải hạng hai và hạng ba. Tuy nhiên, sau khi được Mansour bin Zayed Al Nahyan của gia đình hoàng gia Abu Dhabi tiếp quản, City đã bước sang một trang sử mới, và trong nhiều mùa giải, họ đã xây dựng một đội bóng có khả năng thách thức danh hiệu đầu tiên kể từ những năm 1970.
Với sự kình địch giữa hai câu lạc bộ một lần nữa nóng lên, Ferguson, cảm nhận được mối đe dọa ngày càng tăng của Man City, đã đưa ra một loạt lời phê bình để trả lời các câu hỏi của báo chí, mô tả City là "những gã hàng xóm ồn ào" sau trận đấu giữa 2 đội vào năm 2009, và bác bỏ khả năng thách thức của United bằng câu nói "không phải trong đời tôi". Những bình luận này càng làm tăng thêm sự kình địch của hai câu lạc bộ và khiến City quyết tâm hơn để thành công. Bước vào mùa giải 2011–12, 
nhiều chuyên gia đã tiếp tục chọn United là nhà vô địch của giải đấu, mặc dù khoảng cách truyền thống giữa hai câu lạc bộ được coi là đã thu hẹp đáng kể sau khi Man City loại United ở bán kết Cúp FA trên đường giành chiếc cúp đầu tiên sau 35 năm cộng với việc đủ điều kiện tham dự Champions League lần đầu tiên trong kỷ nguyên Premier League ở mùa giải trước. Cả hai đội đã đối đầu với nhau để giành kết quả ở những vòng đấu đầu tiên, nhưng trong trận Derby Manchester đầu tiên của mùa giải, City đã gây bất ngờ khi đánh bại United 6–1 tại Old Trafford, cân bằng kỷ lục chiến thắng đậm nhất trong một trận đấu giữa 2 đội bóng. Sau trận đấu đó, Man City dẫn đầu bảng với 5 điểm, nhưng đôi khi không có kết quả tốt khiến United tiếp tục giành lại vị trí đầu bảng vào tháng 3.
Sau khi đánh mất vị trí này, niềm tin của Man City dường như giảm sút và kết quả là phong độ tệ hại của họ trong bốn trận đấu tiếp theo kết thúc với việc United dẫn đầu bảng với tám điểm khi chỉ còn 6 trận đấu nữa là khép lại mùa giải. Tuy nhiên, khi vươn lên đầu bảng, hai câu lạc bộ dường như đã đổi phong độ, với việc United phải nhận một số kết quả không tốt so với những chiến thắng liên tiếp của Man City, và chiến thắng 1–0 trên sân nhà trong trận derby thứ hai của mùa giải đã đưa hai câu lạc bộ bằng điểm nhau. Có thể. Bước vào trận đấu cuối cùng của mùa giải vào ngày 13 tháng 5, cả hai đội đứng đầu bảng, cùng có 86 điểm, thắng 27 trận, hòa 5 và thua 5.  Tuy nhiên, Man City đang dẫn đầu bảng với hiệu số bàn thắng bại tốt hơn United 8 bàn, vì thế, City chỉ cần thắng mà không cần quan tâm đến kết quả của United, hoặc United thua thì City sẽ lên ngôi vô địch, với một chiến thắng nhiều khả năng là đủ để chắc suất. City chơi trên sân nhà trước một Queens Park Rangers vẫn đang vật lộn trong cuộc đua trụ hạng, trong khi United làm khách trước Sunderland trên Sân vận động Ánh sáng, đội bóng đã an toàn ở giữa bảng và không còn cơ hội dự cúp châu Âu. Trong hoàn cảnh đó, cả hai đội đều được kỳ vọng sẽ giành chiến thắng trong các trận đấu của mình.
Thêm vào bầu không khí của trận đấu cho City là việc đội hình của đối thủ của họ cũng có một số cầu thủ cũ của City như Nedum Onuoha, Shaun Wright-Phillips và Joey Barton. QPR cũng được dẫn dắt bởi huấn luyện viên Mark Hughes, người đã bị Man City sa thải 2 năm trước.

### Queens Park Rangers
| XH | Đội                 | Tr | T  | H  | B  | BT | BB | HS  | Đ  |
| -- | ------------------- | -- | -- | -- | -- | -- | -- | --- | -- |
| 15 | Wigan Athletic      | 37 | 10 | 10 | 17 | 39 | 60 | –21 | 40 |
| 16 | Aston Villa         | 37 | 7  | 17 | 13 | 37 | 51 | –14 | 38 |
| 17 | Queens Park Rangers | 37 | 10 | 7  | 20 | 41 | 63 | –22 | 37 |
| 18 | Bolton Wanderers    | 37 | 10 | 5  | 22 | 44 | 75 | –31 | 35 |
| 19 | Blackburn Rovers    | 37 | 8  | 7  | 22 | 47 | 76 | –29 | 31 |

Trong lịch sử ban đầu của họ, Queens Park Rangers từng là một đội bóng luôn luôn thi đấu ở những hạng đấu thấp, gia nhập Football League năm 1920 và dành gần như toàn bộ 50 năm tiếp theo ở giải hạng ba. Tuy nhiên, vào cuối những năm 60, 
câu lạc bộ đã trải qua một sự thay đổi vận may khi họ giành được suất thăng hạng lên Football League Division One – tiền thân của Premier League – cũng như giành chiến thắng trong Trận chung kết Football League Cup 1967 để giành được chiếc cúp bạc lớn đầu tiên của họ. Mặc dù họ xuống hạng ngay trong mùa đầu tiên thi đấu ở hạng đấu cao nhất của bóng đá Anh, QPR quay trở lại vào năm 1983 và thi đấu tại đây trong vòng 13 mùa giải, trở thành thành viên sáng lập Premier League trong quá trình này.
Sau khi xuống hạng vào năm 1996, họ lại phải chiến đấu ở các giải hạng dưới, cũng như gặp khó khăn về tài chính. Sự đầu tư của các tỷ phú Bernie Ecclestone, Flavio Briatore và Lakshmi Mittal vào cuối những năm 2000 cuối cùng đã mang lại cho họ một nền tảng tài chính vững chắc, và đến năm 2011, họ đã quay trở lại đấu trường Premier League.
Kể từ lần cuối cùng họ ở lại Premier League, hệ lụy tài chính của việc xuống hạng đã trở nên nghiêm trọng hơn nhiều, khiến việc xuống hạng trở thành số phận phải tránh bằng mọi giá. Ở giai đoạn trước mùa giải, QPR đã được cho là sẽ xuống hạng ngay lần đầu tiên được nhiều chuyên gia đặt câu hỏi, và câu lạc bộ đã được tiếp quản bởi doanh nhân Malaysia Tony Fernandes vào giữa tháng 8. Kết quả tốt trong những tháng đầu năm giúp Rangers vững chắc ở vị trí giữa bảng nhưng những kết quả càng ngày càng tệ vào cuối năm 2011 và đến cuối năm, họ chỉ đứng trên khu vực xuống hạng dẫn đến việc sa thải huấn luyện viên Neil Warnock vào ngày 8 tháng 1 năm 2012, và được thay thế bởi Mark Hughes, người đã giành được chiến thắng đầu tiên hai tuần sau đó trước các ứng cử viên xuống hạng Wigan Athletic. Hughes đợi đúng hai tháng để có chiến thắng thứ hai - chiến thắng 3–2 trước Liverpool vào ngày 21 tháng 3 - dẫn đến chuỗi năm trận thắng trong chín trận đấu. QPR bước vào trận đấu cuối cùng của mùa giải chỉ hơn hai điểm so với mức an toàn, và họ cần giành ít nhất một điểm từ trận đấu cuối cùng của mình, hoặc để đối thủ Bolton không thể giành chiến thắng, để đảm bảo chắc chắn sự sống còn của họ.

## Trận đấu

### Tình hình lực lượng
City có một lực lượng mạnh nhất để lựa chọn, với cầu thủ duy nhất vắng mặt vì chấn thương là Owen Hargreaves. QPR đã không có cả Kieron Dyer (bàn chân) và Alejandro Faurlín (đầu gối) kể từ tháng 8, trong khi Ákos Buzsáky (gân kheo), Shaun Derry (đùi), Samba Diakité (ốm), và Heidar Helguson (háng) đều là những nghi ngờ đối với đội bóng của Hughes.

### Hiệp 1
Trận đấu diễn ra lúc 15:00 BST trước sự chứng kiến của 48,000 khán giả tại Sân vận động Thành phố Manchester ở Manchester, ngoài lượng khán giả cao nhất là hơn 3 triệu người xem trên Sky Sports. City ra sân với lực lượng mạnh nhất, với Samir Nasri suýt bỏ lỡ một pha chạm bóng ở phút thứ 15 sau Paddy Kenny đã sửa sai được cú bắt lóng ngóng của chính mình, và một phút sau David Silva tung ra một cú sút tầm thấp và thẳng vào cánh tay của Kenny. Hậu vệ của City, Pablo Zabaleta mở tỷ số ở phút thứ 39; không thể tìm thấy Carlos Tevez bằng một quả tạt tầm thấp, thay vào đó, Zabaleta đã quyết định chạy vào vòng cấm. Nhanh chóng bị đóng bởi cả Clint Hill và Taye Taiwo, Zabaleta thực hiện một cú sút trúng khung thành; thủ môn Kenny của QPR đã bắt được cả hai tay nhưng chỉ có thể đưa bóng qua đầu và đi chệch cột dọc, nơi bóng bật ra để mang về cho Zabaleta bàn thắng duy nhất của anh trong mùa giải. Trong quá trình chuẩn bị cho bàn thắng mở tỷ số, tiền vệ của City Yaya Touré dính chấn thương và được thay ra ngay trước khi hiệp một kết thúc bởi Nigel de Jong.
Hết hiệp 1, khi Man City dẫn trước 1–0 và Bolton dẫn 2–1 trước Stoke City, QPR đứng trước nguy cơ phải xuống hạng trong khi Man City sẽ lên ngôi vô địch. Bàn thắng ở phút thứ 20 của Wayne Rooney cho United trong trận gặp Sunderland có nghĩa rằng Man City cần phải tiếp tục dẫn trước trong hiệp hai để giành chức vô địch.

### Hiệp 2
QPR gỡ hòa chỉ 3 phút sau khi hiệp hai bắt đầu. Djibril Cissé gặp phải một pha đánh đầu phòng ngự thiếu kiểm soát của Joleon Lescott, xâm nhập vòng cấm và sút bóng qua Joe Hart ngay trong nhịp chạm bóng đầu tiên. 7 phút sau, QPR chỉ còn chơi với 10 người khi đội trưởng Joey Barton thúc cùi chỏ vào Carlos Tevez khi bị mất bóng và bị trọng tài Mike Dean rút thẻ đỏ trực tiếp. Bước ra khỏi Dean, Barton sau đó đi lên phía sau Sergio Agüero và đá vào sau chân anh ta trước khi cố gắng húc đầu vào Vincent Kompany trong cuộc hỗn chiến sau đó. Cần được đồng đội cũ Micah Richards hộ tống ra khỏi sân, Barton đã cố gắng bắt đầu một cuộc chiến với Mario Balotelli trước khi anh ta có thể được đi vào đường hầm.
Mặc dù chơi thiếu người, QPR vượt lên dẫn trước ở phút thứ 66 khi Armand Traoré tìm thấy Jamie Mackie để đối mặt với thủ thành Joe Hart. City đáp trả bằng một khoảng thời gian liên tục tấn công dồn dập. Ở phút 72, Kenny đánh đầu vọt xà ngang từ một quả phạt góc trước khi hàng thủ chơi thiếu thuyết phục ở quả phạt góc thứ hai dẫn đến cú sút của Zabaleta đi chệch vòng cấm. Phút thứ 78, Agüero cản phá bóng trên vạch vôi để tạo điều kiện cho Edin Džeko thực hiện cú sút vào góc gần nhưng Kenny đã cản phá bằng mũi giày. Phút tiếp theo, Balotelli, cầu thủ vừa vào sân thay cho Tevez, tung một cú sút cực mạnh thẳng vào người Kenny. Trong loạt bốn quả phạt góc liên tiếp trong thời gian ngắn, Kenny đã có một pha cản phá xuất thần và cần thiết để ngăn cú đánh đầu của Mario Balotelli vào góc cao.
Man City vẫn cần ghi thêm hai bàn nữa để lên ngôi vô địch. Bàn gỡ hòa ở phút 77 của Stoke trong trận đấu với Bolton có nghĩa là QPR đang tiến gần hơn đến việc trụ hạng. Hiệp 2 có 5 phút bù giờ. Man City tiếp tục gây sức ép. Ở phút bù giờ thứ 2, Džeko gỡ hòa để nhen nhóm lên hy vọng cho đoàn quân của huấn luyện viên Mancini, khi đánh đầu tung lưới thủ môn từ quả phạt góc của Silva - Quả phạt góc thứ 18 của City trong trận đấu.
Từ quả phát bóng lên, Jay Bothroyd chỉ cần đưa bóng ra ngoài để thực hiện quả ném biên. QPR phá được đợt tấn công, nhưng sau khi QPR mất quyền kiểm soát bóng bên phần sân của Man City, bóng được chuyền thẳng đến chỗ của Agüero. Cầu thủ người Argentina chuyền bóng cho Balotelli, người đã bị Anton Ferdinand phạm lỗi và ngã xuống. Tuy vậy, Balotelli vẫn chuyền bóng cho Agüero, người đã tránh được một pha truy cản của Taiwo trước khi sút rất căng vào lưới của Kenny, đưa Man City vươn lên dẫn trước. Khi trận đấu được tiếp tục, QPR – biết rằng giờ đây họ đã trụ hạng – một lần nữa phá bóng ra ngoài để thực hiện quả ném biên và vẫn ở phần sân của họ khi Clichy và Hart chuyền bóng gần cột cờ góc cho đến khi trọng tài Mike Dean nổi hồi còi kết thúc trận đấu chỉ vài giây sau đó.

### Chi tiết
| Manchester City                           | 3–2    | Queens Park Rangers    |
| ----------------------------------------- | ------ | ---------------------- |
| Zabaleta 39' · Džeko 90+2' · Agüero 90+4' | Report | Cissé 48' · Mackie 66' |

| Manchester City | Queens Park Rangers |

| GK               | 25 | Joe Hart                     |       |     |
| RB               | 5  | Pablo Zabaleta               |       |     |
| CB               | 4  | Vincent Kompany (đội trưởng) | 43'   |     |
| CB               | 6  | Joleon Lescott               |       |     |
| LB               | 22 | Gaël Clichy                  |       |     |
| RM               | 19 | Samir Nasri                  |       |     |
| CM               | 42 | Yaya Touré                   |       | 45' |
| CM               | 18 | Gareth Barry                 |       | 69' |
| LM               | 21 | David Silva                  |       |     |
| SS               | 32 | Carlos Tevez                 |       | 76' |
| CF               | 16 | Sergio Agüero                | 90+5' |     |
| Thay người:      |    |                              |       |     |
| GK               | 30 | Costel Pantilimon            |       |     |
| DF               | 2  | Micah Richards               |       |     |
| DF               | 13 | Aleksandar Kolarov           |       |     |
| MF               | 7  | James Milner                 |       |     |
| MF               | 34 | Nigel de Jong                |       | 45' |
| FW               | 10 | Edin Džeko                   |       | 69' |
| FW               | 45 | Mario Balotelli              |       | 76' |
| Huấn luyện viên: |    |                              |       |     |
| Roberto Mancini  |    |                              |       |     |

| GK               | 1  | Paddy Kenny              |     |     |
| RB               | 42 | Nedum Onuoha             |     |     |
| CB               | 35 | Anton Ferdinand          |     |     |
| CB               | 3  | Clint Hill               |     |     |
| LB               | 34 | Taye Taiwo               |     |     |
| RM               | 12 | Jamie Mackie             |     |     |
| CM               | 4  | Shaun Derry              |     |     |
| CM               | 17 | Joey Barton (đội trưởng) | 55' |     |
| LM               | 32 | Shaun Wright-Phillips    |     |     |
| CF               | 23 | Djibril Cissé            | 27' | 59' |
| CF               | 52 | Bobby Zamora             |     | 76' |
| Thay người:      |    |                          |     |     |
| GK               | 24 | Radek Černý              |     |     |
| DF               | 6  | Danny Gabbidon           |     |     |
| DF               | 13 | Armand Traoré            |     | 59' |
| MF               | 7  | Adel Taarabt             |     |     |
| MF               | 14 | Ákos Buzsáky             |     |     |
| FW               | 9  | DJ Campbell              |     |     |
| FW               | 10 | Jay Bothroyd             | 77' | 76' |
| Huấn luyện viên: |    |                          |     |     |
| Mark Hughes      |    |                          |     |     |

| Cầu thủ xuất sắc nhất trận đấu: - Sergio Agüero (Manchester City) | Luật trận đấu - 90 phút - Không có hiệp phụ hoặc loạt sút luân lưu - Có tối đa 7 cầu thủ dự bị, trong đó, thay tối đa 3 cầu thủ |

### Thống kê
| Thống kê                 | Manchester City | Queens Park Rangers |
| ------------------------ | --------------- | ------------------- |
| Số bàn thắng được ghi    | 3               | 2                   |
| Kiểm soát bóng           | 81.3%           | 18.7%               |
| Số cú sút trúng đích     | 15              | 3                   |
| Số cú sút chệch mục tiêu | 10              | 0                   |
| Số lần cản phá           | 19              | 0                   |
| Phạt góc                 | 19              | 0                   |
| Phạm lỗi                 | 4               | 7                   |
| Tắc bóng                 | 15              | 22                  |
| Việt vị                  | 1               | 1                   |
| Thẻ vàng                 | 1               | 1                   |
| Thẻ đỏ                   | 0               | 1                   |
| Nguồn: Sky Sports        |                 |                     |

## Sau trận đấu
| XH | Đội               | Tr | T  | H | B  | BT | BB | HS | Đ  |
| -- | ----------------- | -- | -- | - | -- | -- | -- | -- | -- |
| 1  | Manchester City   | 38 | 28 | 5 | 5  | 93 | 29 | 64 | 89 |
| 2  | Manchester United | 38 | 28 | 5 | 5  | 89 | 33 | 56 | 89 |
| 3  | Arsenal           | 38 | 21 | 7 | 10 | 74 | 49 | 25 | 70 |
| 4  | Tottenham Hotspur | 38 | 20 | 9 | 9  | 66 | 41 | 25 | 69 |
| 5  | Newcastle United  | 38 | 19 | 8 | 11 | 56 | 51 | 5  | 65 |

### Manchester City
Chiến thắng này đã giúp cho Manchester City giành được chức vô địch bóng đá Anh đầu tiên kể từ mùa giải 1967–68 và là chức vô địch Ngoại hạng Anh đầu tiên trong lịch sử. City còn trở thành đội bóng đầu tiên và duy nhất trong lịch sử Ngoại hạng Anh vô địch giải đấu nhờ hiệu số bàn thắng bại. Khi trọng tài nổi hồi còi kết thúc trận đấu, các cổ động viên City đã tràn xuống sân ăn mừng chức vô địch lịch sử của đội bóng. Phil Foden, khi đó 11 tuổi, là một trong số những người hâm mộ đã tràn xuống sân ăn mừng: anh ra mắt câu lạc bộ 5 năm rưỡi sau đó.
Giới truyền thông ngay lập tức tung hô trận đấu như một khoảnh khắc lịch sử: The New York Times mô tả nó là "kết thúc ấn tượng và khó xảy ra nhất của mùa giải bóng đá Anh mà bất kỳ ai cũng có thể nhớ được" và BBC tuyên bố đây là "một vở kịch bóng đá thực sự đáng chú ý và là cái kết ấn tượng nhất cho một mùa giải trong lịch sử Premier League", trong khi Bleacher Report gọi đây là "cách hoàn hảo để kết thúc điều mà nhiều người tin rằng đó là mùa giải Premier League vĩ đại nhất từ trước đến nay". Trong buổi họp báo sau trận đấu, huấn luyện viên Roberto Mancini đã nhận xét rằng "Tôi chưa bao giờ thấy điều gì như thế này. Chưa bao giờ. Thật không thể tin được, tôi không biết phải nói gì." Đội trưởng Vincent Kompany đề cập đến kịch tính của chiến thắng với: "Bạn muốn nói rằng đó là khoảnh khắc cá nhân của cuộc đời bạn nhưng nếu tôi thành thật, xin vui lòng không bao giờ theo cách này nữa."

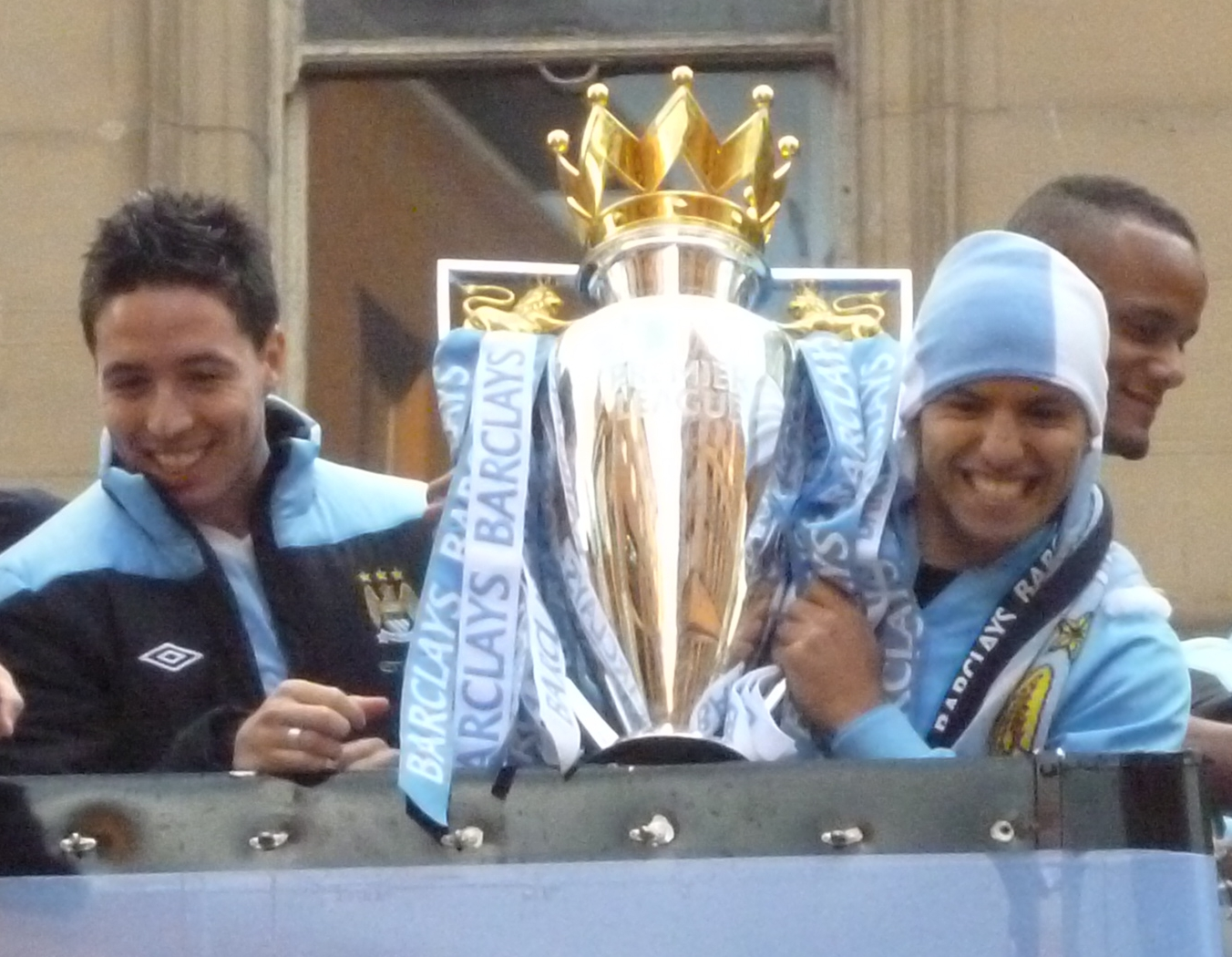
Samir Nasri và Sergio Agüero ở buổi lễ diễu hành cùng chiếc cúp Premier League, tháng 5 năm 2012

Bước vào mùa giải 2012–13, chức vô địch của Man City ở mùa giải trước đủ để thuyết phục nhiều chuyên gia, những người trước đây hoài nghi về ý kiến cho rằng Man City đã sẵn sàng trở thành nhà vô địch, rằng City sẽ có khả năng bảo vệ chiến thắng tại giải đấu của họ ngay lập tức. Trong mùa giải này, Man City cuối cùng đã về nhì trước United, xếp sau với khoảng cách 11 điểm, và một mùa giải không thành công chứng kiến Roberto Mancini bị sa thải ngay sau trận thua tại chung kết cúp FA trước Wigan Athletic. Tuy nhiên, chức vô địch Giải bóng đá Ngoại hạng Anh 2012–13 cũng đóng vai trò là để Manchester United tri ân huấn luyện viên Alex Ferguson, người tuyên bố giải nghệ sau 27 mùa giải tại Old Trafford. Hậu Ferguson, United ngay lập tức gặp khó khăn, kết thúc mùa giải tiếp theo ở vị trí thứ 7 và không đủ điều kiện tham dự cúp châu Âu lần đầu tiên sau 25 năm. Một mùa giải tồi tệ, chứng kiến người kế nhiệm được đề cử của Ferguson, David Moyes, bị sa thải sau chưa đầy một năm làm việc, cuối cùng sẽ chỉ là khởi đầu của một thời kỳ ít thành công kéo dài, với việc các nhà bình luận gần một thập kỷ sau đó tiếp tục cố gắng đưa ra tường thuật hoặc giải thích cho những thiếu sót của họ.
Với mối đe dọa lâu dài từ đối thủ gần nhất của họ, con đường dẫn đến thành công bền vững đã được mở ra cho Man City. Huấn luyện viên mới Manuel Pellegrini đã giúp cho đội bóng vô địch Premier League trong mùa giải đầu tiên nắm quyền, và mặc dù hai mùa giải tiếp theo của ông kém thành công hơn nhưng người kế nhiệm ông, Pep Guardiola, sẽ hồi sinh câu lạc bộ. Đến cuối mùa giải 2020–21, Man City đã giành được năm chức vô địch trong 10 mùa giải, về nhì 3 lần và chưa bao giờ đứng ngoài top 4, với Man City thường được mô tả là đội bóng thống trị mới của bóng đá Anh. Khi được yêu cầu nhìn lại thập kỷ trước của City tại một sự kiện đánh dấu việc khánh thành bức tượng Sergio Agüero vào năm 2022, chủ tịch Khaldoon Al Mubarak nhận xét "Đó là thời điểm đã thay đổi mọi thứ. Nếu bạn nhìn vào 10 năm kể từ đó, đó là thời điểm giới thiệu những gì ở phía trước."

#### "That Aguero goal"
Sergio Agüero khi nói về bàn thắng phút cuối của anh trước Queens Park Rangers, giúp cho City giành chức vô địch Premier League lần đầu tiên trong lịch sử.
Không chỉ đơn giản là ấn định chiến thắng mang lại cho Man City chức vô địch đầu tiên tại Premier League, bàn thắng được ghi bởi Agüero đã trở thành một khoảnh khắc quan trọng trong lịch sửó. Được công nhận là thời điểm quyết định giúp Man City giành chức vô địch, bàn thắng của Agüero nhanh chóng trở thành một di sản lâu dài khi là một trong những bàn thắng quan trọng nhất từng được ghi ở Premier League, và trong những năm tới, bàn thắng này sẽ liên tục góp mặt trong danh sách các bàn thắng quan trọng của Premier League. và được các chuyên gia bóng đá bình luận và đề cập đến trong các cuộc phỏng vấn và bài báo. Theo cách nói thông thường, bàn thắng được gọi là "THAT Aguero goal".
Đối với những người hâm mộ City, bàn thắng cũng như sự kiện rộng hơn là chức vô địch được đặt cho biệt danh "93:20" - đề cập đến thời gian chính xác tính bằng phút và giây mà bàn thắng được ghi. Biệt danh này đã đủ đồng nghĩa với việc chính câu lạc bộ sẽ sử dụng nó thường xuyên. Năm 2015, câu lạc bộ sẽ cải tạo một phần của sân vận động, lắp đặt một quầy bar dành cho khách sạn được gọi đơn giản là "93:20" - câu lạc bộ sẽ gọi phần khách sạn là ghế "93:20" trên một số phương tiện truyền thông. Năm 2017, câu lạc bộ đã sản xuất một bộ phim tài liệu nhỏ có tựa đề đơn giản là "93:20" và 5 năm sau, họ đã phát hành bộ phim tài liệu thứ hai để kỷ niệm 10 năm bàn thắng này được đặt tên là "93:20 | The Ultimate Premier League Finale".
Vào năm 2021, bộ quần áo bóng đá sân nhà của Man City đã vinh danh bàn thắng muộn màng, với thân áo thi đấu truyền thống màu xanh da trời thực sự được tạo thành từ một mô hình thăng hoa lặp đi lặp lại của màn hình mười bốn phân đoạn ám chỉ ý tưởng về đồng hồ kỹ thuật số, với thời gian 93:20 được in ở cổ trong của áo. Cuối mùa giải đó, câu lạc bộ sau đó đã sản xuất chiếc áo đấu kỷ niệm thứ hai, lần này được thiết kế như một chiếc áo thi đấu trước trận đấu Nó có cảnh quay từng khung hình về bàn thắng của Agüero được in trên các vòng màu trắng và xanh lam và tên "Agüeroooo" được in ở mặt sau, với tên và số lại theo kiểu hiển thị phân đoạn. Chiếc áo được đặt tên chính thức là 93:20 ULTRA 1.4. Một bức tượng của Agüero cũng đã được khánh thành vào dịp kỷ niệm 10 năm bàn thắng, với tư thế ghi lại khoảnh khắc anh chạy xuống đường biên ngay sau khi ghi bàn, vung áo quanh đầu để ăn mừng.
Bình luận viên Martin Tyler của kênh Sky Sports cũng đã làm nên lịch sử với lời bình luận của ông về bàn thắng của Aguero khi nó diễn ra. Sự kết hợp giữa kịch tính của sự kiện và những bình luận hoài nghi của Tyler khi ông xem nó diễn ra ngay lập tức thu hút sự chú ý của công chúng và đạt được danh tiếng lâu dài. Lời bình luận của ông về bàn thắng được nhiều người coi là một trong những bài bình luận đáng nhớ nhất trong lịch sử thể thao - vào năm 2017, nó được nhà báo The Independent Miguel Delaney xếp hạng là khoảnh khắc quan trọng nhất trong lịch sử Premier League. Bản thân một số trích dẫn từ bài bình luận của Tyler đã đi vào văn hóa dân gian của sự kiện. Bằng cách thét tên Agüero - duy trì trong vài giây - bàn thắng có biệt danh khác là "Aguerooooo". Câu nói của ông ấy "Vì vậy, hãy xem nó, uống nó vào" sẽ tiếp tục một thập kỷ sau đó để truyền cảm hứng cho tên của một bộ phim tài liệu Sky Sports về sự trỗi dậy của City, trong khi vào năm 2020, bình luận viên Clive Tyldesley, khi được phỏng vấn về vai trò của Tyler đối với di sản của trận đấu đó và bàn thắng, đã nhận xét "Khi Martin Tyler thét lên: 'Aguero', đó không phải là điều tuyệt vời; điều tuyệt vời là: 'Tôi thề rằng bạn sẽ không bao giờ nhìn thấy bất cứ điều gì như thế này nữa.' Đó là một lời kêu gọi lớn đối với một nhà bình luận, nhưng trên thực tế, về mặt biên tập, nó đứng vững. Nó đúng, và đó là những gì bạn làm - bạn phải nghĩ ra thứ gì đó đứng trước thử thách của thời gian."
| XH | Đội                 | Tr | T  | H  | B  | BT | BB | HS  | Đ  |
| -- | ------------------- | -- | -- | -- | -- | -- | -- | --- | -- |
| 15 | Wigan Athletic      | 38 | 11 | 10 | 17 | 42 | 62 | –20 | 43 |
| 16 | Aston Villa         | 38 | 7  | 17 | 14 | 37 | 53 | –16 | 38 |
| 17 | Queens Park Rangers | 38 | 10 | 7  | 21 | 43 | 66 | –23 | 37 |
| 18 | Bolton Wanderers    | 38 | 10 | 6  | 22 | 46 | 77 | –31 | 36 |
| 19 | Blackburn Rovers    | 38 | 8  | 7  | 23 | 48 | 78 | –30 | 31 |

### Queens Park Rangers
Mặc dù thất bại, QPR trụ hạng sau khi Bolton chỉ giành được kết quả hòa 2-2 trước Stoke City. Sau trận đấu với Man City, huấn luyện viên Mark Hughes đã hứa rằng mùa giải tiếp theo sẽ không chứng kiến một cuộc chiến trụ hạng nào nữa. QPR đã đầu tư rất nhiều vào đội hình của họ trong kỳ chuyển nhượng hè, mang về hàng chục tân binh. Bất chấp điều đó, QPR đã khởi đầu mùa giải 2012–13 không tốt và Hughes bị sa thải vào ngày 23 tháng 11 năm 2012 sau khi không thể thắng bất kỳ trận nào trong số mười hai trận đấu đầu tiên của câu lạc bộ. Ông được thay thế bởi Harry Redknapp ngày hôm sau.
Chuỗi trận không thắng của QPR kết thúc bằng chiến thắng 2-1 trước Fulham vào ngày 15 tháng 12 năm 2012. Trong kỳ chuyển nhượng tháng Giêng, câu lạc bộ một lần nữa mang về một số bản hợp đồng mới, phá kỷ lục chuyển nhượng của họ hai lần trong vòng hai tuần, nhưng sau khi chỉ thắng bốn trận trong cả mùa giải, QPR đã xuống chơi tại Championship, khi kết thúc mùa giải 14 điểm so với mức an toàn. QPR thăng hạng Premier League vào mùa giải 2013–14, đủ điều kiện vào ngày 25 tháng 5 năm 2014 sau trận thắng tại chung kết play-off Championship trước Derby County nhưng chỉ trụ lại thêm một mùa giải nữa, bị xuống hạng vào ngày 10 tháng 5 năm 2015 sau trận thua 6–0 trước Man City. Họ đã ở lại Championship kể từ đó.

#### Joey Barton
Vài giờ sau trận đấu, Joey Barton đã gửi một loạt dòng tweet xin lỗi người hâm mộ câu lạc bộ của anh nhưng thừa nhận rằng anh đã tiếp tục tấn công các cầu thủ với hy vọng các cầu thủ Man City cũng bị đuổi khỏi sân. Vào ngày 23 tháng 5, Barton bị Hiệp hội bóng đá Anh buộc hai tội danh riêng biệt về hành vi bạo lực. Anh đã bị cấm thi đấu 4 trận vì sự cố với Tevez, và cấm thi đấu thêm 8 trận vì những hành vi tiếp theo mà Barton đã thực hiện khi rời sân, cũng như khoản tiền phạt 75.000 bảng. 12 trận đấu là án treo giò dài nhất trong lịch sử Premier League. 2 ngày sau, QPR tước băng đội trưởng của anh và phạt 6 tuần lương. Trong những tuần tiếp theo, Barton cũng sẽ bị loại khỏi chuyến du đấu trước mùa giải của câu lạc bộ, và anh ấy không được cấp số áo cho mùa giải tiếp theo.
Ngày 31 tháng 8, Barton gia nhập câu lạc bộ Marseille tại Ligue 1 theo dạng cho mượn đến hết mùa giải 2012-13, và tin rằng việc chuyển đến Pháp thi đấu sẽ cho phép anh ấy chấp hành án treo giò ở bóng đá Anh trong khi vẫn còn thời gian thi đấu. Ngày 7 tháng 9, LFP thông báo rằng án phạt cấm thi đấu 12 trận của anh ấy cũng sẽ áp dụng cho các trận đấu ở Pháp, khiến anh ấy chỉ có thể tham gia các trận đấu tại UEFA Europa League cho đến khi nó đã trôi qua. Barton ra mắt cho đội bóng trong chiến thắng 1-0 trước Lille trên sân nhà. Mặc dù ban đầu Barton tuyên bố rằng anh không có ý định trở lại QPR, anh ấy trở lại câu lạc bộ của mình trong mùa giải 2013–14. Anh ấy đã chơi với họ thêm hai mùa giải nữa trước khi rời câu lạc bộ vào năm 2015.